# Конюшина кутаста
{{#ifeq:0|0|{{#if:|{{#if:Trifoliumangulatum|[[]}}|}}}}
Конюшина кутаста (Trifolium angulatum) — вид квіткових рослин із родини бобових (Fabaceae).

## Біоморфологічна характеристика
Це однорічна трав'яниста рослина 10–40 см заввишки. Стебла від висхідних до прямовисних, голі, порожнисті. Листки: ніжки довгі; листочки сидячі, ціло-дрібно-пилчасті. Суцвіття голівчасте, 10–15 мм в діаметрі. Квітки від рожевих до червоних, до 8 мм завдовжки, при плодах пониклі. Плід довгастий, голий, з 3–5 насінинами. Насіння від еліпсоїдного, серцеподібного до кулястого, злегка плоске, 1.2–1.7 × 0.7–0.9 мм; поверхня слабка бородавчаста, матова або злегка блискуча, піщано-коричнева, зеленувато-жовта, рідко плямиста. 2n = 16.

## Ареал
Зростає у Європі від Австрії й Словенії до пд.-євр. Росії й Грузії.
В Україні вид зростає у солонцюватих западинах злаково-полинних степів — у Лівобережному Степу рідко.